# 劇団中芸
劇団中芸（げきだんちゅうげい）は、かつて存在した日本の劇団である。

## 概要
1951年8月29日、新協劇団を脱退した薄田研二らが劇団中央芸術劇場として設立し、その後劇団中芸に改称した。野々村潔（岩下志麻の父）を書記長として、南品川の薄田研二の家を事務局兼稽古場にしていた。主な上演作品は「人形の家」、松川事件を題材にした「真実は壁を通して」、「こわれ甕」、「富島松五郎伝」、「国定忠治」等。

## 歩み
- 1951年11月26日から1月29日、第1回公演を中労委会館で開催。
- 1954年9月26日、洞爺丸事故で6名の団員を失い、新たに団員を募集する。その後入団した者には、山田吾一、広田信夫（左右田一平）、陶隆、松山照夫、金井大、五月晴子、牧田正嗣等がいる。その後、浅草田原町に移転。
- 1959年1月15日、村山知義の新協劇団と合併し東京芸術座となる[3]。